# 阿維季夫卡
46°2′19″N 30°12′24″E / 46.03861°N 30.20667°E
阿維迪夫卡（烏克蘭語：Авидівка）是位於烏克蘭西南部的村莊，由敖德萨州裡比爾霍羅德-德涅斯特羅夫斯基區的沙博市鎮負責管轄。該村始建於1798年，面積0.53平方公里，2001年人口228，人口密度每平方公里430.19人。